# Улица Короленко (Санкт-Петербург)
У́лица Короле́нко — улица в Центральном районе Санкт-Петербурга. Проходит от улицы Некрасова до Преображенской площади.

## История
- Первоначально — Баскова улица (с 1821 года) — от Пантелемоновской площади до улицы Некрасова. Названа в честь землевладельца — купца Баскова.
- На плане 1835 года обозначена как Басков переулок.
- В 1858 году нумерация домов изменена в направлении, противоположном прежнему.
- Современное название дано 31 декабря 1921 года в честь В. Г. Короленко. В постановлении было указано, что писатель проживал на этой улице, хотя эта информация ошибочна — здесь, в доме 9, располагалась редакция журнала «Русское богатство», редактором которого был Короленко.

## Объекты
- Дом 2 — детская школа искусств им. С. В. Рахманинова[2]
- Дом 4 — Творческое Пространство «Имажинариум»
- Дом 5 — жилой комплекс «Русский дом»[3]. Ранее здесь располагалось автохозяйство ГУ МВД по Санкт-Петербургу и Ленинградской области (снесено в 2012 г.)[4]. Построено на месте казарм и конюшен лейб-гвардии артиллерийской бригады[4]. После сноса автобазы на её участке появился крупный жилой комплекс «Русский дом» в неорусском стиле по проекту архитектурной мастерской «Евгений Герасимов и партнёры»[5][6].
- Дом 14 — дом Мурузи, где в разные десятилетия жило несколько российских писателей. В память Иосифа Бродского на фасаде установлена мемориальная доска, а в квартире, где он жил с родителями, открыт музей «Полторы комнаты»[7].

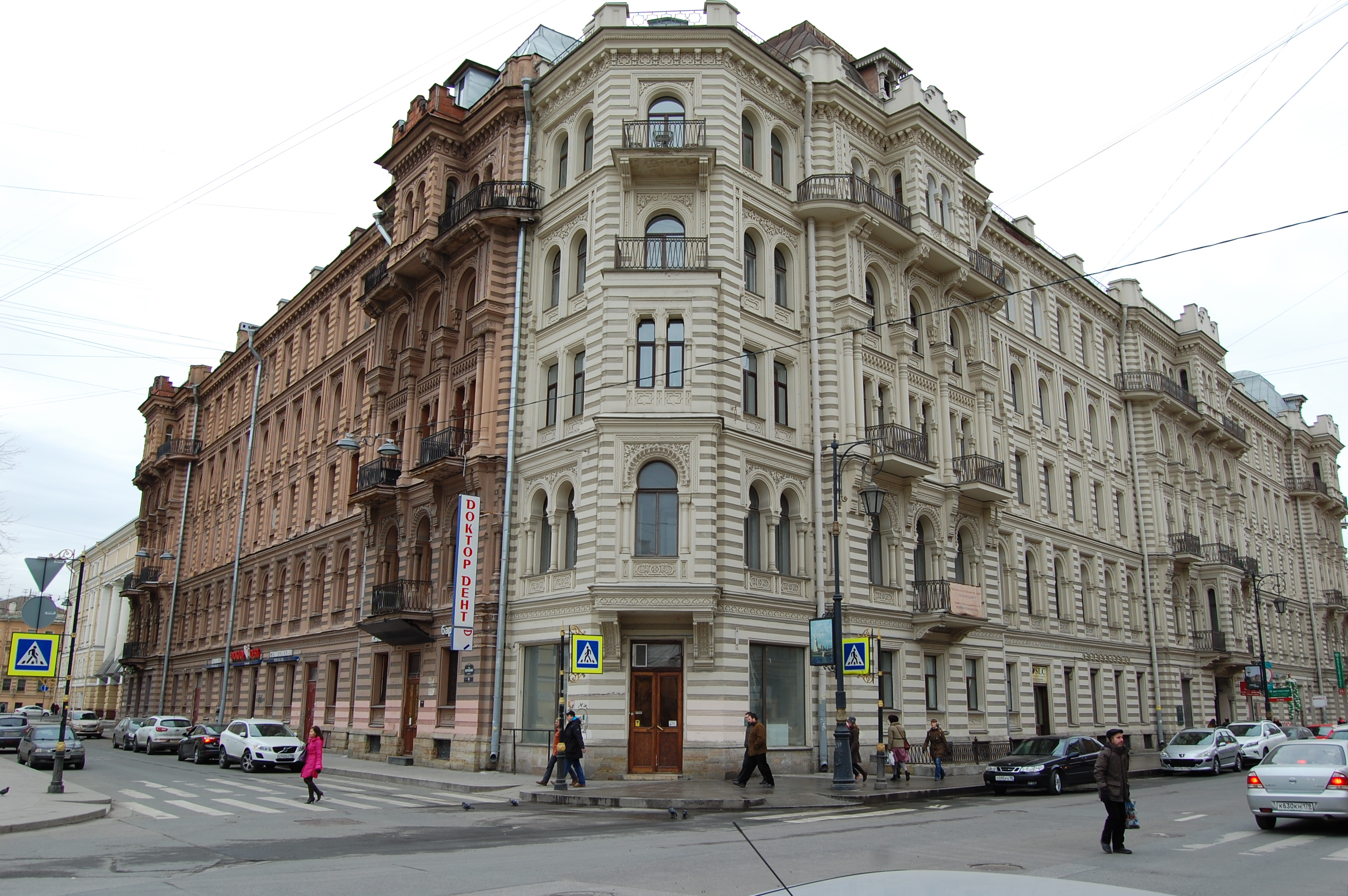
Дом Мурузи. Вид с угла улиц Пестеля и Короленко